# 비앙카 카일릭
비앙카 카일릭(Bianca Kajlich, 영어 발음: /ˈkaɪlɪk/, 1977년 3월 26일 ~ )은 미국의 배우이다.

## 출연 작품
- 다크 워즈 더 나이트 (2014)
- 하드 러브 (2011)
- 털기 아니면 죽기: 제한시간 30분 (2011)
- 배니쉬드 (2006)
- 할로윈 8 - 부활 (2002)
- 브링 잇 온 (2000)
- 내가 널 사랑할 수 없는 10가지 이유 (1999)

### 텔레비전
- 도슨의 청춘일기 (1998)
- 더 레이트 레이트 쇼 위드 크레이그 퍼거슨 (2005)
- 커플수칙 (2007)
- 언데이터블 (2014)